# 吉川圭祐
吉川 圭祐（よしかわ けいすけ）は、日本の自衛官、海将。第24代大湊地方総監。

## 人物
愛知県津島市出身。愛知県立津島高等学校を1952年（昭和27年）卒業。新設された保安大学校（1954年7月に防衛大学校に改名）に1期生として入校し卒業。

## 経歴
- 1933年（昭和8年）4月 愛知県津島市に生まれる。
- 1952年（昭和27年）3月 愛知県立津島高校卒
- 1953年（昭和28年）4月 保安大学校入校
- 1957年（昭和32年）3月 防衛大学校卒業、海上自衛隊に入隊、艦艇要員として護衛艦きり、ゆうぐれ、けやきに乗り組んだ。
- 1964年（昭和39年）8月 米国に留学、帰国後第1術科学校教官
- 1968年（昭和43年）3月～1973年（昭和48年8月）きくづき乗組、学生、第1術科学校教官
- 1973年（昭和48年）8月 海上幕僚監部勤務
- 1976年（昭和51年）12月 海上自衛隊幹部学校入校 卒業後第3駆潜隊司令
- 1978年（昭和53年）12月　プログラム業務隊司令、続いて第10護衛隊司令
- 1982年（昭和57年）7月 海上幕僚監部防衛部装備体系課長、同年10月英国に出張
- 1983年（昭和58年）1月 海将補に昇任
- 1985年（昭和60年）2月 第4護衛隊群司令（横須賀）
- 1985年（昭和60年）12月 第2護衛隊群司令（佐世保）
- 1986年（昭和61年）12月　自衛艦隊司令部幕僚長
- 1987年（昭和62年）7月 海上幕僚監部防衛部長（東芝機械ココム違反事件、エイジス艦建造に関係）
- 1989年（平成元年）3月 海将に昇任、第24代大湊地方総監に就任
- 1991年（平成3年）3月退官

- 退官後 日立アドバンストシステムズ代表取締役社長を務めた[1]。